# Mairav Shamir
Mairav Shamir (* 18. Januar 1988 in Netanja; hebräisch מירב שמיר) ist eine israelisch-US-amerikanische Fußballspielerin.

## Leben
Shamir wurde als Tochter eines Israelis und einer US-Amerikanerin in Netanja geboren, bevor ihre Familie 1990 in die USA auswanderte. Sie besuchte in Natick in Massachusetts die Natick High School, bevor sie von 2006 bis 2009 am Boston College studierte.

## Fußballkarriere

### Verein
Shamir startete ihre Karriere mit vier Jahren beim Natick SC. Im Mai 2005 schloss sie sich dem Longfellow Sports Club an, bevor sie sich für ihr Studium im August 2006 den Boston College Eagles anschloss, dem Athletic Team des Boston College. In dieser Zeit lief sie 2007 für die Bay State Select und für die Boston Aztec in der WPSL auf. Shamir spielte drei Jahre für die Eagles und gehörte im Sommer 2009 dem USA Maccabiah Olympic Team an. Im Anschluss daran kehrte Shamir in ihre Heimat zurück und unterschrieb beim ASA Tel-Aviv FC. Dort spielte sie in drei Spielzeiten in neun Spielen der UEFA Women’s Champions League bevor Shamir nach 38 Spielen der Ligat Nashim Rishona in die Niederlande zum SC Telstar wechselte. Shamir lief in den folgenden zwei Saisons in 32 Spielen für den SC Telstar in der BeNe League auf, bevor sie am 28. August 2014 beim deutschen Zweitligisten 1. FC Lübars unterschrieb. Im folgenden Sommer wechselte sie innerhalb der 2. Bundesliga zum MSV Duisburg. Nachdem Shamir in vier Spielen in der Saison 2015/16 zum Einsatz gekommen war, wurde sie im Mai 2016 verabschiedet.

### Nationalmannschaft
Shamir nahm für das Team USA im Juli 2009 an den Makkabiade 2009 teil. Im gleichen Jahr wurde Shamir Nationalspielerin Israels und gab ihr Länderspieldebüt am 24. Oktober 2009 in Ness Ziona gegen die Kasachische Fußballnationalmannschaft der Frauen.

## Volley- und Basketballkarriere
Im Jahre 2003 war sie im Volleyball Bay State Champion im Varsity Alter und wurde im Verlauf der Saison zur Most Improved Playerin gewählt.
Zudem war sie als Center Forward für die Natick Redhawks aktiv, dem Athletic Team der Natick High School.